# Milaan-San Remo 1911
Milaan-San Remo 1911 is een wielerwedstrijd die op 2 april 1911 werd gehouden in Italië. Het parcours was 289,3 km lang.
De beslissing viel op de Passo del Turchino waar Gustave Garrigou en Louis Trousselier ontsnapten. Trousselier moest daarna lossen en Garrigou reed solo naar de eindstreep. Winnaar Garrigou finishte in een tijd van 9 uur 37 minuten en had uiteindelijk een voorsprong van 6 minuten op Trousselier die dus als tweede eindigde. Derde werd Luigi Ganna en vierde Carlo Galetti.

## Deelnemersveld
Er kwamen 72 wielrenners aan de start, waarvan er 43 de finish bereikten.
| Deelnemende teams | Deelnemende teams  |
| ----------------- | ------------------ |
| Alcyon            | La Francaise       |
| Atala             | Legnano            |
| Automoto          | Polack-Continental |
| Bianchi-Dunlop    | Senior             |
| Ganna             | Torino             |

## Uitslag
| Milaan-San Remo 1911 |                     |                    |          |
| Plaats               | Naam                | Ploeg              | tijd     |
| Winnaar              | Gustave Garrigou    | Alcyon-Dunlop      | 9u37'00" |
| 2                    | Louis Trousselier   | Alcyon-Dunlop      | +6'00"   |
| 3                    | Luigi Ganna         | Atala-Dunlop       | +16'00"  |
| 4                    | Carlo Galetti       | Bianchi-Dunlop     | +20'00"  |
| 5                    | Henri Lignon        | Alcyon-Dunlop      | z.t.     |
| 6                    | Eugène Christophe   | Alcyon-Dunlop      | +21'00"  |
| 7                    | Dario Beni          | Bianchi-Dunlop     | +23'00"  |
| 8                    | Marcel Godivier     | Alcyon-Dunlop      | +23'30"  |
| 9                    | Alfredo Sivocci     | Polack-Continental | +23'40"  |
| 10                   | Luigi Azzini        | Legnano            | +24'00"  |
| 11                   | André Blaise        | Alcyon-Dunlop      | +24'30"  |
| 12                   | François Faber      | Alcyon-Dunlop      | +27'30"  |
| 13                   | Jules Masselis      | Alcyon-Dunlop      | z.t.     |
| 14                   | Carlo Oriani        | Bianchi-Dunlop     | +29'00"  |
| 15                   | Giovanni Rossignoli | Bianchi-Dunlop     | +33'00"  |
| 16                   | Ugo Agostoni        | Atala              | +34'00"  |
| 17                   | Pierino Albini      | Atala              | +38'00"  |
| 18                   | Eligio Bianco       | Individueel        | +39'00"  |
| 19                   | Lauro Bordin        | Senior             | +40'00"  |
| 20                   | Carlo Durando       | Torino             | +40'30"  |

1907 · 1908 · 1909 · 1910 · 1911 · 1912 · 1913 · 1914 · 1915 · 1916 · 1917 · 1918 · 1919 · 1920 · 1921 · 1922 · 1923 · 1924 · 1925 · 1926 · 1927 · 1928 · 1929 · 1930 · 1931 · 1932 · 1933 · 1934 · 1935 · 1936 · 1937 · 1938 · 1939 · 1940 · 1941 · 1942 · 1943 · 1944 · 1945 · 1946 · 1947 · 1948 · 1949 · 1950 · 1951 · 1952 · 1953 · 1954 · 1955 · 1956 · 1957 · 1958 · 1959 · 1960 · 1961 · 1962 · 1963 · 1964 · 1965 · 1966 · 1967 · 1968 · 1969 · 1970 · 1971 · 1972 · 1973 · 1974 · 1975 · 1976 · 1977 · 1978 · 1979 · 1980 · 1981 · 1982 · 1983 · 1984 · 1985 · 1986 · 1987 · 1988 · 1989 · 1990 · 1991 · 1992 · 1993 · 1994 · 1995 · 1996 · 1997 · 1998 · 1999 · 2000 · 2001 · 2002 · 2003 · 2004 · 2005 · 2006 · 2007 · 2008 · 2009 · 2010 · 2011 · 2012 · 2013 · 2014 · 2015 · 2016 · 2017 · 2018 · 2019 · 2020 · 2021 · 2022 · 2023 · 2024 · 2025
Lijst van beklimmingen